# Poirier (figure)
Pour les articles homonymes, voir Poirier (homonymie).

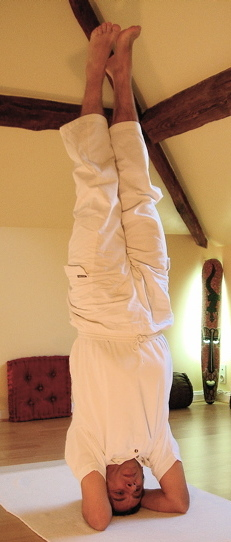
Le poirier

La figure du poirier (ou plus simplement poirier), consiste à rester en équilibre sur les mains et éventuellement la tête, sans s'appuyer dessus, avec les jambes tendues, droites ou grandes ouvertes et avec l'aide de ses bras. Elle est utilisée dans différentes disciplines comme le yoga, le breakdance, l'acrobatie et la gymnastique.
On dit aussi faire l'arbre droit ou faire l'arbre fourchu.
Si la figure du poirier n'est pas faite correctement, la personne risque de se blesser à la tête en se tenant sur celle-ci.

## Yoga
En yoga, la figure de poirier, plutôt appelée Shirshasana (en), présente de nombreuses variantes qui ne sont pas nécessairement symétriques ou équilibrées, les jambes pouvant ne pas être en position verticale.

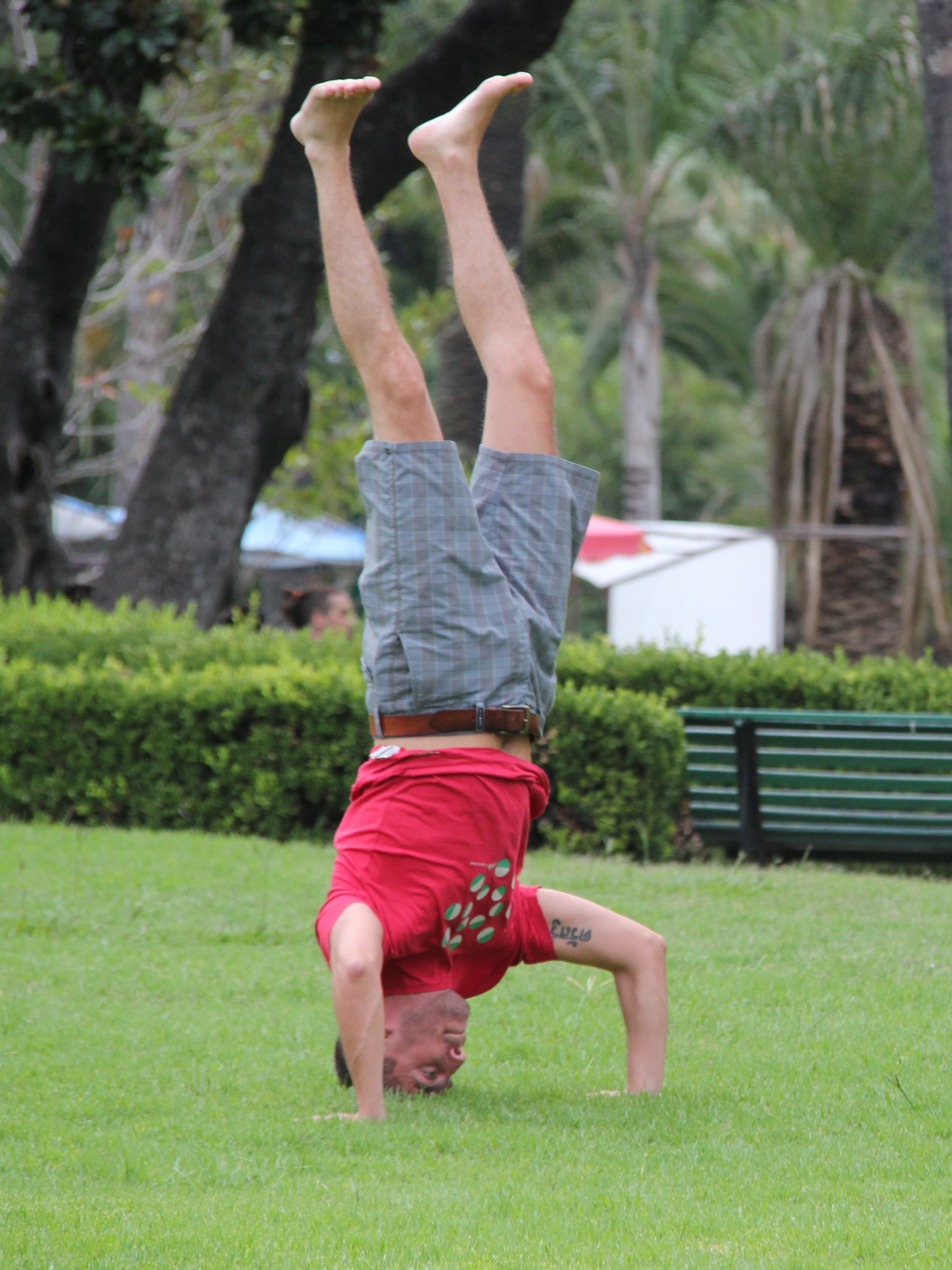
Homme réalisant la figure du poirier dans un parc de Buenos Aires
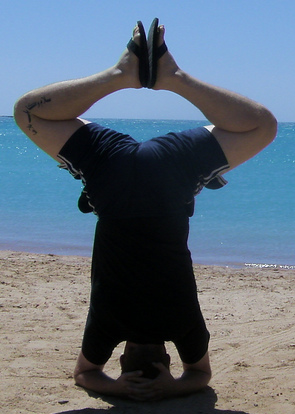
Variante du poirier dont la position des pieds est similaire à Baddha Konasana (en)
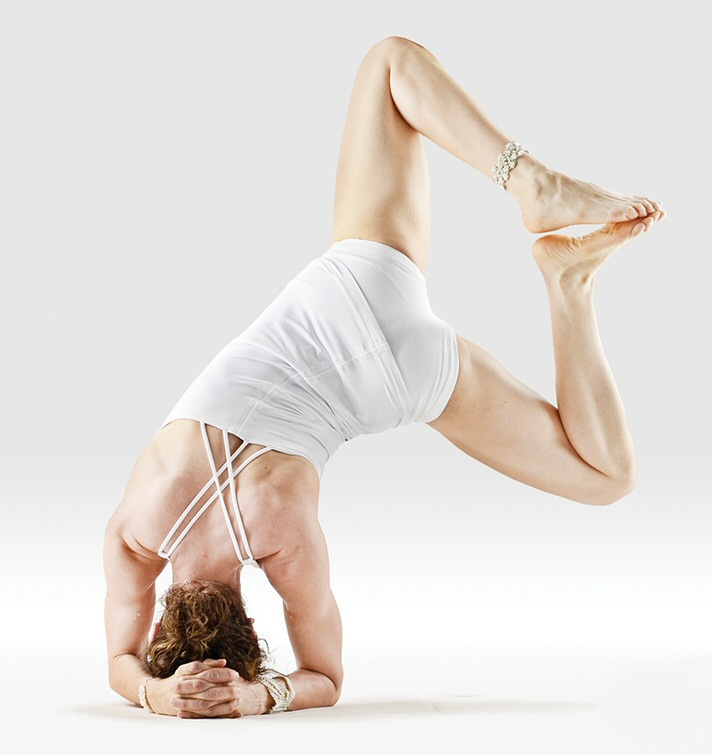
Variante du poirier

## Variantes

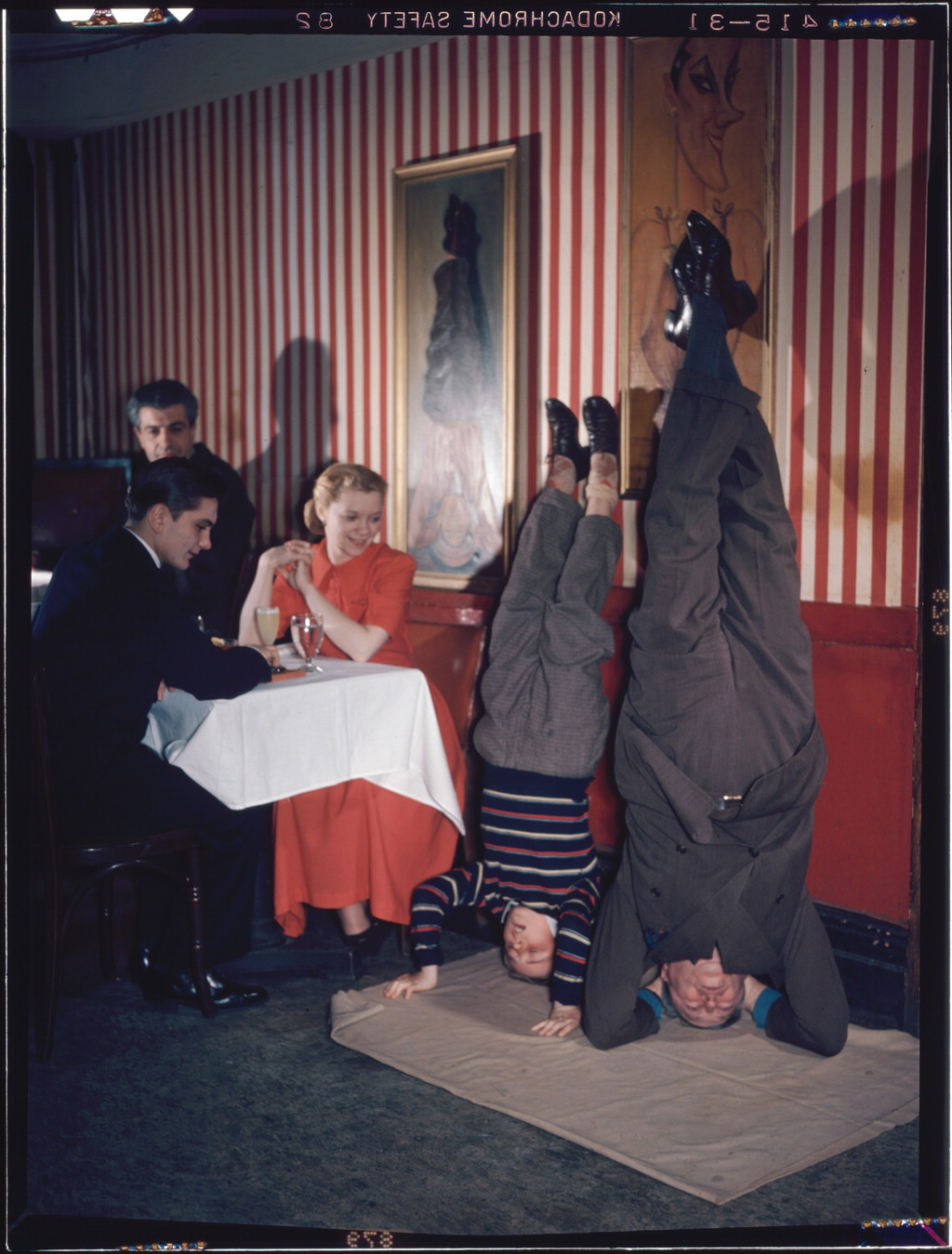
Appui des mains ou des avant-bras.
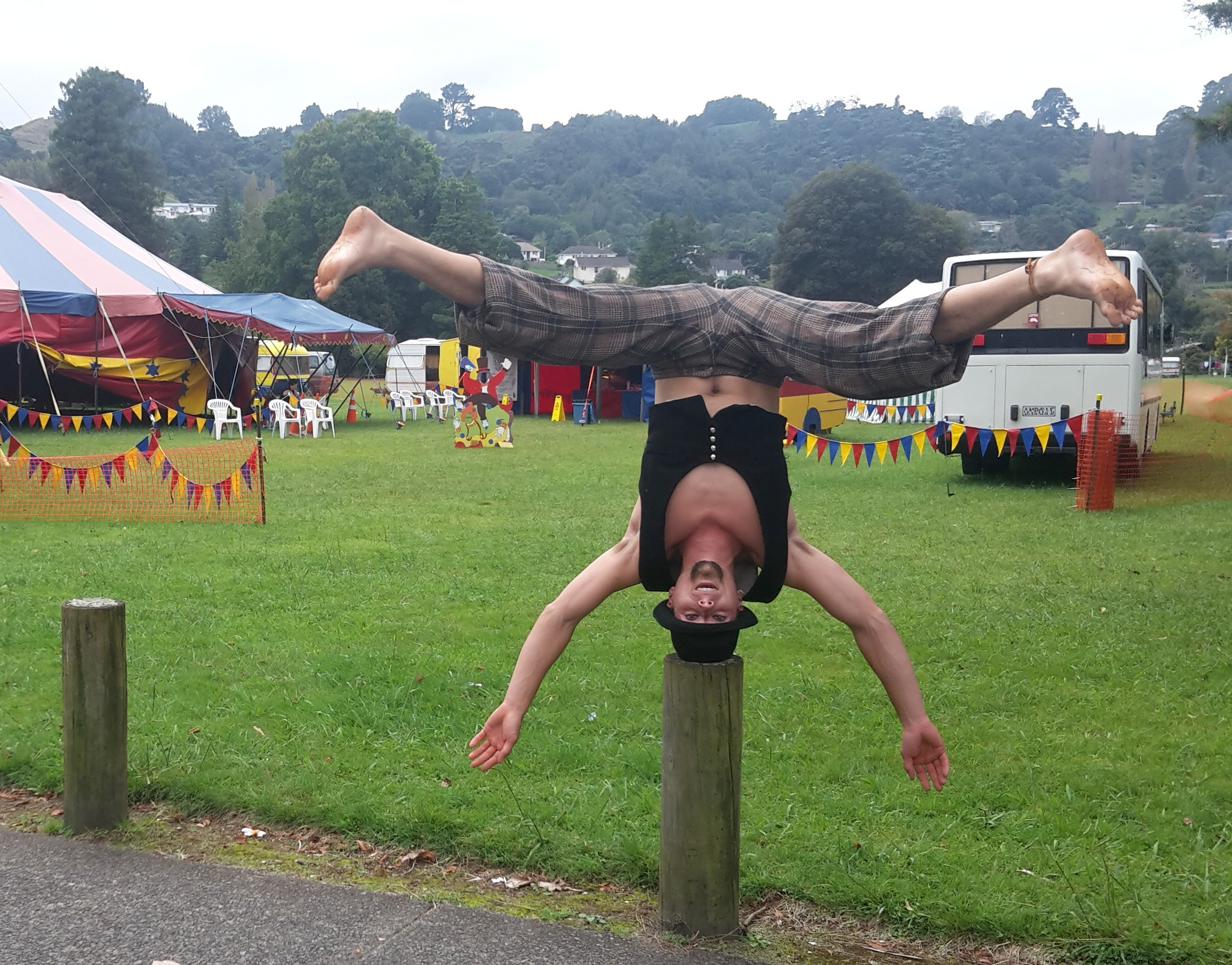
Équilibre sur la tête.